# Сенек (река)
Сенек — река в России, протекает в Думиничском районе Калужской области. Левый приток Рессеты.

## География
Река Сенек берёт начало на территории лесничества Паликское. Течёт на восток через елово-дубовые леса. Устье реки находится у села Хотьково в 9 км по левому берегу реки Рессеты. Длина реки Сенек составляет 20 км, площадь водосборного бассейна — 120 км².

## Данные водного реестра
По данным государственного водного реестра России относится к Окскому бассейновому округу, водохозяйственный участок реки — Ока от города Белёв до города Калуга, без рек Упа и Угра, речной подбассейн реки — бассейны притоков Оки до впадения Мокши. Речной бассейн реки — Ока.
По данным геоинформационной системы водохозяйственного районирования территории РФ, подготовленной Федеральным агентством водных ресурсов:
- Код водного объекта в государственном водном реестре — 09010100512110000019920
- Код по гидрологической изученности (ГИ) — 110001992
- Код бассейна — 09.01.01.005
- Номер тома по ГИ — 10
- Выпуск по ГИ — 0